# Pathamadai
Pathamadai é uma panchayat (vila) no distrito de Tirunelveli, no estado indiano de Tamil Nadu.

## Demografia
Segundo o censo de 2001,  Pathamadai  tinha uma população de 14,965 habitantes. Os indivíduos do sexo masculino constituem 49% da população e os do sexo feminino 51%. Pathamadai tem uma taxa de literacia de 72%, superior à média nacional de 59.5%: a literacia no sexo masculino é de 80% e no sexo feminino é de 66%. Em Pathamadai, 11% da população está abaixo dos 6 anos de idade.